# Orrhodia
Orrhodia là một chi bướm đêm thuộc họ Noctuidae.